# ذا بانكير(فلم 2020)
ذا بانكير The Banker (المصرفي) هو فيلم درامي أمريكي لعام 2020 من إخراج جورج نولفي وشارك في كتابته وإنتاجه. الفيلم من بطولة أنتوني ماكي ونيكولاس هولت ونيا لونج وجيسي تي آشر وصامويل إل جاكسون. القصة تتحدث عن جو موريس (جاكسون) وبرنارد س. جاريت الأب (ماكي)، وهما من أوائل المصرفيين الأمريكيين من أصول أفريقية في الولايات المتحدة.
تم تعيين الفيلم في الأصل للعرض الأول في مهرجان معهد الفيلم الأمريكي في 21 نوفمبر 2019، قبل إصدار مسرحي محدود في أوائل ديسمبر. قبل يوم واحد من العرض الأول للفيلم، ألغت Apple TV + المهرجان وأجلت إطلاقه وسط مزاعم الاعتداء الجنسي ضد برنارد جاريت جونيور، نجل برنارد جاريت الأب والمنتج المشارك للفيلم، والذي تمت إزالة رصيده لاحقًا من الفيلم. تم توجيه تهم الاعتداء الجنسي على الأطفال هذه من قبل الأخوات غير الشقيقات لجاريت جونيور، سينثيا جاريت وشيلا جاريت، وبدعم من زوجة غاريت التي لا تزال على قيد الحياة وكانت حاضرة خلال الأحداث التي صورت في الفيلم. تم عرض الفيلم في إصدار مسرحي محدود في 6 مارس 2020، قبل البث الرقمي في 20 مار 2020 بواسطة Apple TV + .

## قصة الفيلم
في عام 1954، يريد برنارد جاريت الدخول في مجال العقارات لكنه يواجه العنصرية التي تمنعه من أن يكون مستثمرًا عقاريًا ناجحًا. بعد لقاء صدفة مع مالك النادي الثري جو موريس، أقنع جو بأن يكون شريكه في الاستثمار. ثم أقنعا معًا مات شتاينر وهو رجل أبيض، ليكون بمثابة واجهة الشركة في الاجتماعات لتسهيل المبيعات. في النهاية، أصبحوا ناجحين للغاية في العقارات في لوس أنجلوس، حيث قام الاثنان بتعليم مات أساسيات الاستثمار العقاري. يشتري الثلاثة عددًا من العقارات في لوس أنجلوس ويدمجون بشكل فعال عددًا من الأحياء المنفصلة سابقًا عن طريق البيع والتأجير للأسر من ذوي الاصول الأفريقية الذين يواجهون عنصرية كبيرة في دخولهم للبنوك والحصول على القروض. بعد هذا النجاح، وضع نصب عينيه البنك المحلي في مسقط رأسه في تكساس لمنح قروض للسكان السود. أدت الممارسات المصرفية العنصرية إلى استبعاد السود من الحصول على قروض للشركات الصغيرة وامتلاك المنازل. احتج جو على الفكرة في البداية لكنه تراجع في النهاية وانتقل الثلاثة إلى تكساس.
يشتري مات البنك الذي كان يوما ما يمسح الاحذية امامه، في مواجهة برنارد وجو، لكن سكان البلدة المحليين متشككون للغاية في هذه الخطوة. يتتبع مسؤول تنفيذي في أحد البنوك سجلات القروض ويكتشف أنهم يقدمون قروضًا إلى السود، ويتابع مات ويكتشف أن شركائه سود، ثم يهددهم بالانكشاف الذي قد يتسبب في «تهافتهم على البنك». يقنع مات جو وبرنارد بشراء بنك ثان وتكليفه بمسؤوليته على الرغم من قلة خبرته. يستدعي المسؤول التنفيذي للبنك العنصري محققًا فيدراليًا يتحقق من سجلات بنك مات ويكتشف العديد من المخالفات المنسوبة إلى إهمال مات. يتم القبض على مات وبرنارد وجو لانتهاكهم قوانين البنوك الفيدرالية.
يواجه مات حكماً بالسجن لمدة 50 عاماً، ويأخذ صفقة إقرار بالذنب، يشهد كذباً أنه تعرض للخداع من قبل برنارد وجو. في اليوم التالي، يشهد برنارد بشغف حول منح السود نفس الفرصة للحركة الصاعدة مثل البيض. تمت إدانته وجو وقضيا فترة في السجن؛ عند إطلاق سراحهم، ذهبوا مع زوجة برنارد يونيس للعيش في جزر البهاما في منزلين اشتراه لهم مات بالمال الذي عهد به برنارد إليه لهذا الغرض في الليلة التي سبقت شهادة برنارد.

## الشخصيات
- أنتوني ماكي بدور برنارد جاريت
- نيكولاس هولت بدور مات شتاينر
- صامويل إل جاكسون بدور جو موريس
- نيا لونج بدور يونيس جاريت
- سكوت دانيال جونسون بدور روبرت فلورانس الابن.
- تايلور بلاك بدور سوزي
- مايكل هارني بدور ملفين بيلي
- كولم ميني بدور باتريك باركر
- بول بن فيكتور بدور دونالد سيلفرثورن
- جيسي تي آشر في دور توني جاكسون
- جريجوري آلان ويليامز بدور بريتون جاريت
- رودا جريفيس بدور السيدة. باركر
- ترافيس ويست بدور السيدة. ابن كوبر
- ديفيد الكسندر بدور السيد ميلر
- جايلون جوردون بدور برنارد جاريت جونيور.

## الإنتاج والتصوير
أُعلن في أكتوبر 2018 أن جورج نولفي سيخرج الفيلم الذي شارك في كتابته مع نيسول ليفي. تم تعيين صامويل إل جاكسون، وأنتوني ماكي، ونيكولاس هولت، ونيا لونج، وتايلور بلاك، مع بدء التصوير في أتلانتا. تم تصوير الفيلم جزئيًا في دوغلاسفيل، جورجيا ونيونان، جورجيا. تم الإعلان عن طلب ممثلين إضافي في شهر نوفمبر.

## العرض
في يوليو 2019، حصلت Apple TV + على حقوق توزيع الفيلم. كان من المقرر أن يتم عرضه العالمي الأول في مهرجان معهد الفيلم الأمريكي في 21 نوفمبر 2019،  يليه إصدار مسرحي محدود في 6 ديسمبر 2019، وبث رقمي في يناير 2020. ومع ذلك، بعد مزاعم الاعتداء الجنسي ضد أحد منتجي الفيلم، بيرني جونيور نجل برنارد جاريت، من قبل أخواته غير الشقيقات، تم إلغاء العرض الأول وتم سحب الفيلم من الجدول الزمني.
كما اتهمت أخوات بيرني جونيور غير الشقيقات صانعي الأفلام بإخراج والدتهم ليندا من الفيلم. تم نفي ادعاءات الاعتداء الجنسي، مستشهداً بالصراع الأسري المحيط بخيانة ليندا والانفصال اللاحق عن والده، ويؤكد صانعو الفيلم أن سرد الأحداث التي تم تصويرها في الفيلم هي نتيجة بحث مستقل وليس ذكريات بيرني جونيور.

## الاستقبال والنقد

### الانتقادات
على مزوقع روتن توميتوز، حصل الفيلم على نسبة موافقة 79% بمتوسط درجات 6.8/10، بناءً على 77 تعليقًا. يقول الإجماع النقدي للموقع: ' إن أسلوب Banker الخجول في تصوير قصته المبنية على الحقائق الدرامية غالبًا ما يفوقه الثلاثي المتمثل في الأداء القوي في جوهره". على ميتاكريتيك، حصل الفيلم على متوسط مرجح قدره 59 من أصل 100، بناءً على 19 نقادًا، مما يشير إلى "مراجعات مختلطة أو متوسطة".

## الروابط الخارجية
- The Banker
 – الموقع الرسمي
- ذا بانكير(فلم 2020)  في قاعدة بيانات الأفلام على الإنترنت (بالإنجليزية)